# Ingemar Jernberg
Kurt Ingemar Jernberg, född 28 november 1950 i Gamlestads församling i Göteborg, är en svensk före detta friidrottare (stavhopp). Han tävlade för IF Göta.